# JENS SpinNet
JENS SpinNet（ジェンズ スピンネット）は、ソフトバンク傘下のインターネット・サービス・プロバイダの名称。
海外ローミングサービス（アメリカでは通話料接続料無料の1-800番号を提供）などが早い時期から提供されたことから都市部にアクセスポイントが集中していたにもかかわらず外国人を中心にビジネスマンに人気のプロバイダーであった。アメリカ本国にも同名のISPがあり友好関係にはあったが、表向きには別個の独立した関係にあった。
現在はソフトバンクテレコム吸収のため、2006年より冠のJENSを外したSpinnetとして存続。ドメインはメールサービス以外でspinnet.jpへの移行を行う。

## 経歴
- 1984年11月　国際電信電話（現KDDI）傘下の日本エンハンスドシステム（Japan ENhanced System）として設立。
- 1986年10月　米国AT&Tとの合弁を締結、社名をAT&T Jens株式会社に変更。
- 1992年11月　日本初の商用ISPサービス SPIN(UUCP接続)提供開始。
  - AS番号は 2915 ASN-SPIN-NET
  - ドメイン名は spin.ad.jp
- 1993年10月 IP接続サービスInterSPIN提供開始。
  - AS番号は 2713 INTERSPIN-AS
- 1996年 個人向けISPサービスAT&T Worldnet Service提供開始。
  - 開始当初のドメインはattnet.or.jp、後にatt.ne.jpに変更。
  - アメリカでの同名サービスとの互換性は殆ど無し。
- 1999年 AT&Tとブリティッシュ・テレコム（BT、現BTグループ）は全株式を日本テレコム（JT、現ソフトバンクテレコム）に譲渡。社名をJENS株式会社に変更。
  - サービス名称はJENS SpinNetとなったが、ドメインはatt.ne.jpのまま使用。
  - ODNへのネットワーク統合開始。
- 2000年4月 ITJITブランドでISP事業を運営していたJTの100%子会社、インテリジェント・テレコム株式会社のデータ通信事業部を統合。
  - ドメイン名は itjit.ad.jp, itjit.ne.jp
  - AS番号は 4682 ITJIT
- 2005年3月 c.dns.jpの運用を終了
- 2005年4月 ソフトバンクに買収され、日本テレコムに吸収合併される。
- 2023年2月28日 SpinNetサービス（基本契約）の新規申し込みを終了[1]、既契約者は引き続き利用可能
- 2023年6月30日 「ユーザホームページサービス」の新規申し込みを終了[2]
- 2024年3月31日 「ユーザホームページサービス」の提供を終了[2]